# 엄브렐러 아카데미 (드라마)
《엄브렐러 아카데미》(영어: The Umbrella Academy)는 넷플릭스에서 2019년 2월부터 2024년 8월까지 방영된 미국의 슈퍼히어로 드라마이다. 제라드 웨이와 가브리에우 바의 동명 만화책을 원작으로 한다. 현재 시즌 2까지 완결되었고 시즌 3이 2022년 여름 공개 예정이다.

## 줄거리
레지날드 하그로브스 경은 한 날 동시에 갑작스럽게 태어난 아이들 7명을 입양해 엄브렐러 아카데미라는 팀을 만들어 불특정 위협으로부터 세상을 구할 준비를 한다.

## 등장인물
- 루서 하그리브스 - 톰 호퍼
- 디에고 하그리브스 - 데이비드 카스타녜다
- 앨리슨 하그리브스 - 에미 레이버램프먼
- 클라우스 하그리브스 - 로버트 시핸
- 넘버 파이브 - 에이든 갤러거
- 바냐 하그리브스 - 엘리엇 페이지(전: 엘런 페이지)
- 벤 하그리브스 - 저스틴 민
- 레지널드 하그리브스 - 콜름 피오
- 그레이스 하그리브스 - 조단 클레어 로빈스
- 레널드 피보디 - 존 마가로
- 포고 - 애덤 고들리
- 차차 - 메리 J. 블라이즈
- 헤이즐 - 캐머런 브리턴